# Севастопольська наступальна операція (1944)
Севастопольська наступальна операція 1944 проведена 5—12 травня 1944 на завершальному етапі Кримської стратегічної наступальної операції (8 квітня — 12 травня 1944; див. Кримська наступальна операція 1944) військами Четвертого Українського фронту (команд. — генерал армії Ф.Толбухін) та Окремої Приморської армії (18 квітня — 20 травня 1944 була у складі 4-го Українського фронту як Приморська армія; команд. — генерал-лейтенант К.Мельник). Необхідність підготовки та проведення даної операції виникла в результаті зупинки військ у ході переслідування противника на підступах до Севастополя та неможливості оволодіти містом з ходу.
Найсильнішім вузлом опору в Севастопольському оборонному районі була Сапун-гора. На Севастопольському плацдармі противник зосередив понад 72 тис. солдатів та більше 200 гармат і мінометів, безпосередньо на севастопольських укріпленнях у першій лінії оборонялися до 55 тис. осіб.
Війська 4-го Укр. фронту з 15 квітня по 5 травня вели підготовку до штурму цього укріпленого району.
Відповідно до плану операції 4-го Укр. фронту розгром противника під Севастополем планувалося здійснити наступом військ фронту з трьох напрямків: з пн., пн. сх. та пд. зх. Гол. удар планувалося завдати лівим флангом 51-ї армії та Приморською армією на ділянці: Сапун-гора — берег моря в напрямку на Севастополь та с-ще Омега (нині у складі м. Севастополь). Війська 2-ї гвард. армії та правого крила 51-ї армії завдавали другого удару із завданням — оволодіти пн. та пн.-сх. частинами Севастополя.
Дії військ ударного угруповання планувалося підтримати осн. силами 8-ї повітряної армії (команд. — генерал-полковник авіації Т.Хрюкін), яка мала завдання не допустити евакуацію гітлерівських військ із Криму мор. шляхом.
2-га гвард. армія (команд. — генерал-лейтенант Г.Захаров) завдавала відволікаючого удару в смузі шириною 12 км, 51-ша армія (команд. — генерал-лейтенант Я.Крейзер) завдавала гол. удару в смузі шириною 17 км, Примор. армія наступала у смузі шириною 7 км. На напрямках гол. ударів армій щільність артилерії досягала 250 гармат та мінометів на 1 км фронту. Стрілец. д-зії нараховували у своєму складі 4—5 тис. осіб, крім того, рад. війська переважали противника в піхоті у 3 рази, в артилерії та мінометах — у 3—3,5 раза.
Наступ 2-ї гвард. армії розпочався 5 травня 1944 після двогодинної артилер. підготовки. У результаті дводенних запеклих боїв війська армії у складних умовах гірсько-лісової місцевості подолали дві, а місцями — три лінії траншей противника. Успіх дій армії ввів противника в оману щодо напрямку гол. удару. Нім. командування почало перекидання військ на цей напрямок, що значно полегшило наступ військ 51-ї та Приморської армій.
7 травня після півторагодинної артилер. підготовки в наступ перейшли війська 51-ї та Приморської армій. До кінця дня вони прорвали оборону на зовн. обводі противника, оволоділи Сапун-горою — гол. вузлом опору противника — та висотою Сахарна Головка, що прикривала вхід до Інкерманської долини. Разом із тим, війська 2-ї гвард. армії після чотирьохгодинного бою захопили Макензієві гори та продовжили наступ до Пн. бухти.
8 травня війська фронту з боями вийшли до внутр. оборонного обводу Севастополя, а десант, який уночі висадили в районі мису Північна Коса у складі підсиленого батальйону, суттєво ускладнив транспортним засобам противника вихід із Пн. бухти.
Із ранку 9 травня після артилер. та авіац. підготовки війська фронту зломили опір на внутр. обводі Севастополя і з усіх боків продовжили наступ на місто. До 19-ї години 9 травня спільними зусиллями військ 51-ї, Приморської та 2-ї гвардійської армій місто було повністю звільнене від противника.
Залишки нім. військ відійшли із Севастополя на мис Херсонес, де були знищені 12 травня.
Нині на Сапун-горі розташов. Меморіальний комплекс. Він складається з обеліска Слави (1944, реконструйований 1962, 1970), діорами "Штурм Сапун-горы 7 мая 1944 года" (1959), меморіальних стел на честь Героїв Рад. Союзу (1969, реконструйована 1979), військ. частин і з’єднань, удостоєних звання "Севастопольських" (1974), нагороджених орденами і медалями за визволення Севастополя (1974), і Вічного вогню (1970).
Біля приміщення діорами розташов. зразки військ. техніки Рад. армії і ВМФ періоду Другої світової війни, на схилах Сапун-гори виставлена трофейна нім. техніка.